# Васильев, Александр Петрович
Александр Петрович Васильев (6 [18] сентября 1868 — 5 сентября 1918) — протоиерей, духовник царской семьи, пастырь-трезвенник, патриот-монархист, общественный деятель, член главной палаты «Союза Михаила Архангела».

## Биография
Родился в крестьянской семье, в деревне Шепотово Смоленской губернии. Педагогом С. А. Рачинским был принят в Татевскую школу.
19 июля 1892 года рукоположен во священника и назначен в Ям-Ижору под Петербургом.
В 1893 закончил Санкт-Петербургскую Духовную Академию кандидатом богословия. Служил 18 лет настоятелем храма Крестовоздвиженской общины сестёр милосердия; там же занимал должность епархиального наблюдателя церковных школ. Законоучительствовал; с 1910 года начал преподавать Закон Божий царским детям. С 1913 протоиерей, первый настоятель Феодоровского Государева Собора в Царском Селе. В 1914 назначен пресвитером Большой церкви Зимнего дворца, стал духовником царской семьи.
Александр Петрович Васильев принимал активное участие в право-монархическом движении; в 1910 году он избирался членом Главной Палаты РНСМА.
Присутствовал на открытии Петроградского совещания монархистов 21—23 ноября 1915 года в Петрограде.
Был активным участник трезвеннического движения, носившего ярко выраженный патриотический характер.
В сентябре 1916 года его сын, офицер Павловского полка, погиб на фронте. Тогда, из сочувствия к отцовскому горю, государыня Александра Фёдоровна предложила перевести остальных сыновей из боевых частей в тыл, но отец Александр отказался. Служил напутственный молебен при отправлении Царственных Мучеников в сибирскую ссылку.
В 1918 году был назначен настоятелем храма святой великомученицы Екатерины в Екатерингофе.
Был арестован 29 августа 1918 года в Петрограде и 5 сентября расстрелян с началом «красного террора» вместе с причтом храма святой Екатерины.